# Bạch Ngọc
Bạch Ngọc có thể là một trong số các địa danh sau:
- Xã Bạch Ngọc, tỉnh Tuyên Quang, Việt Nam.
- Xã Bạch Ngọc, tỉnh Nghệ An, Việt Nam.

- Từ việc di chuyển trang: Trang này là trang đổi hướng từ một trang đã được di chuyển (đổi tên). Trang này được giữ lại dưới dạng một trang đổi hướng để tránh phá vỡ các liên kết, cả bên trong và bên ngoài, có thể đã được liên kết tới tên trang cũ.